# Lord of the Clans (romanzo)
Warcraft: Lord of the Clans è un libro scritto da Christie Golden, che narra dell'ascesa di Thrall e della sua ricostituzione dell'Orda.

## Trama
Un piccolo neonato orco viene trovato dal Capitano Blackmoore durante una battuta di caccia nelle foreste di Hillsbrad. Accanto al pargoletto vi erano i corpi dei suoi presunti genitori, assassinati. Vedendo la piccola creaturina, al capitano venne l'idea per un progetto ambizioso, quindi prese con sé il piccolo, portandolo nella fortezza di Durnholde. All'orco venne dato il nome di Thrall, che significa "schiavo": nei primi due anni di vita fu cresciuto da una famiglia di servitori del capitano, poi venne trasferito in una cella dove fu educato alle arti del combattimento e della guerra: l'intenzione di Blackmoore era quella di trasformare l'orco in un gladiatore, facendolo combattere per scopi veniali. Oltre a ciò, usare la sua esperienza e il talento guerriero della sua razza per creare un esercito di possenti orchi per conquistare il vicino Regno di Lordaeron.
Thrall crebbe nella spirale di odio, violenza e razzismo nei confronti della sua razza. Diventò un possente gladiatore, imbattibile contro le bestie ferali e i guerrieri che Blackmoore gli scagliava addosso, inoltre imparò il linguaggio umano, la loro storia e i sentimenti che animavano tale odio nei confronti della sua gente. Un giorno, tuttavia, durante uno dei suoi allenamenti si accorse di essere osservato da una fanciulla: la giovane, ricambiando lo sguardo gli sorrise e lo salutò. La cosa spiazzò l'orco, lasciandolo perplesso: negli occhi degli umani aveva sempre visto paura, timore e disprezzo. In quelli della ragazza, invece, vide altre emozioni che lui non conosceva, e la cosa lo incuriosì molto.
Come ricompensa per i molti incontri vinti da Thrall, il Capitano diede all'orco la completa libertà di lettura sui tomi della fortezza, data la grande curiosità sul mondo umano. Un giorno in uno dei libri trovò nascosta una lettera della giovane sorridente. Taretha, così si chiamava, era incuriosita dallo strano orco e dall'enorme intelligenza che esso dimostrava, perciò fattasi coraggio gli aveva scritto poche righe per conoscersi meglio. Thrall, incuriosito anch'esso dalla giovane, decise di rispondere alla lettera e da quel momento iniziò una segreta amicizia epistolare. Dalle conversazioni l'orco apprese che la giovane non era altro che la figlia della donna che lo aveva accudito e nutrito quando era in fasce, perciò il loro "legame" era iniziato molto tempo prima che l'orco ne avesse memoria. Il tempo trascorse e Thrall, stanco della sua vita da schiavo, decise di scappare ed esternò i suoi sentimenti all'amica di penna. La ragazza aiutò l'orco a fuggire dalla fortezza, con in cambio la promessa che in futuro si sarebbero rivisti.
Scappando verso le montagne, Thrall si diresse verso la regione di Alterac, dove trovò con sua meraviglia un accampamento di orchi liberi. Questi orchi si rivelarono essere membri dello scomparso Clan Frostwolf, esiliati dal resto dell'Orda degli orchi al tempo della Prima Guerra, il cui capo non era altri che il padre di Thrall, Durotan. Drek'thar, lo sciamano del clan, prese il giovane Thrall sotto la sua ala protettiva, insegnandogli le arti sciamaniche e la storia del suo popolo. Il tempo passò e l'orco divenne l'effettivo capo del Clan Frostwolf, come fu suo padre. Con la sua gente Thrall assaltò i campi d'internamento degli umani, liberando gli orchi prigionieri: il suo scopo era di porre fine alla schiavitù e per farlo doveva rovesciare l'egemonia del Capitano Blackmoore sul territorio. L'ultimo obiettivo fu dunque la fortezza di Durnholde.
Thrall riuscì a contattare Taretha all'interno della fortezza oramai inaccessibile e i due si incontrarono poco fuori le mura. L'orco avvisò la ragazza che la fortezza sarebbe stata messa sotto assedio e che era troppo pericoloso per lei restare là, ma Taretha rinunciò a scappare, poiché doveva tornare alle sue mansioni per non destare sospetti, evitando che i suoi genitori pagassero per le conseguenze di un'ipotetica sua fuga.
La ragazza mentre rientrava nella fortezza venne scoperta da Blackmoore. Lui la uccise e mostrò la testa decapitata a Thrall quando questi, insieme al suo esercito di orchi, iniziò ad assediare la città. La fortezza venne rapidamente espugnata e Thrall, fuori di sé dal dolore per aver perso la sua cara amica, inseguì Blackmoore fin sulle mura del castello. Tra i due incominciò un furioso duello all'ultimo sangue, in cui il Capitano rinfacciò all'orco di aver creato il suo più potente guerriero, e per colpa di una stupida ragazza il suo sogno di conquista si era frantumato. La furia e la maestria dell'orco erano troppo superiori alle abilità dell'ormai decaduto capitano che, infine, venne ucciso.
A battaglia conclusa, Thrall vide la sua gente oramai libera, e prese la decisione di liberare tutti gli orchi presenti nei regni del nord. Raccolse il suo esercito e iniziò la sua marcia verso il futuro che presto si sarebbe rivelato al creatore della Nuova Orda. Nel suo viaggio conobbe grandi guerrieri come Grommash Hellscream e Orgrim Doomhammer, che lo aiutarono nel suo sogno di unificare sotto un'unica bandiera i clan degli orchi rimasti su Azeroth. Questo fino a quando Thrall non fece uno strano sogno, in cui un uomo trasformatosi in corvo non consigliò all'orco di prendere la sua gente e attraversare il mare verso un nuovo continente, prima che caos e distruzione fossero arrivate e avessero distrutto il mondo intero...

## Protagonisti
- Thrall
- Drek'Thar
- Taretha Foxton
- Aedelas Blackmoore

### Personaggi secondari
- Grom Hellscream
- Orgrim Doomhammer
- Clannia Foxton
- Tammis Foxton
- Durotan
- Draka